# 拜希勒山
46°53′51″N 7°58′23″E / 46.89750°N 7.97306°E
拜希勒山（Beichlen），是瑞士的山峰，位於該國中部，由盧塞恩州負責管轄，屬於埃默河谷山的一部分，距離施拉滕弗盧赫山4.6公里，海拔高度1,770米，每年平均降雨量2,465毫米。